# كاير جوندرسين
كاير جوندرسين (بالنرويجية البوكمول: Kaare Gundersen)‏ (13 أغسطس 1909 – 13 فبراير 1971) هو ملاكم نرويجي راحل، مثّل بلاده في الألعاب الأولمبية الصيفية 1948.

## روابط خارجية
كاير جوندرسين على موقع أوليمبيديا (الإنجليزية)